# Länsväg 160
De Zweedse weg 160 (Zweeds: Länsväg 160) is een provinciale weg in de provincie Västra Götalands län in Zweden en is circa 47 kilometer lang. De weg ligt in het zuiden van Zweden aan de westkust ten noordwesten van Göteborg.

## Plaatsen langs de weg
- Vindön
- Henån
- Varekil
- Myggenäs
- Stenungsund
- Strandnorum
- Stora Höga

## Knooppunten
- Länsväg 161 (begin)
- Länsväg 178 bij Varekil
- Länsväg 169 bij Myggenäs
- E6 bij Stora Höga